# Evippa massaica
Evippa massaica är en spindelart som först beskrevs av Roewer 1959.  Evippa massaica ingår i släktet Evippa och familjen vargspindlar.
Artens utbredningsområde är Tanzania. Inga underarter finns listade i Catalogue of Life.